# Радемакер, Сперри
Сперри Джоанна Джонс-Радемакер (англ. Sperry Joanna Jones-Rademaker; 4 октября 1939, Оклахома-Сити — 31 января 2005, Флорел-Сити) — американская гребчиха-байдарочница, выступала за сборную США в 1960-х — 1970-х годах. Участница летних Олимпийских игр в Мехико, многократная чемпионка национальных первенств в различных гребных дисциплинах.

## Биография
Сперри Джонс родилась 4 октября 1939 года в Оклахома-Сити. С детства увлекалась многими видами спорта. В 1961 году стала чемпионкой AAU по водному поло. В 1965 году, будучи студенткой Университета штата Мичиган, одержала победу на чемпионате штата по легкоатлетическому кроссу. Позже увлеклась греблей на байдарках и каноэ, проходила подготовку в байдарочном клубе в Орландо. Вышла замуж за Джека Радемакера, который тоже занимался греблей, и в дальнейшем выступала под фамилией мужа.
Благодаря череде удачных выступлений в 1968 году удостоилась права защищать честь страны на летних Олимпийских играх в Мехико — вместе со своей младшей сестрой Маршией Джонс, бронзовой призёркой предыдущей Олимпиады, стартовала в зачёте двухместных байдарок на дистанции 500 метров — на предварительном этапе квалифицироваться не сумела, заняв лишь четвёртое место, однако через утешительный заезд всё же пробилась в финальную стадию, где в итоге показала на финише седьмой результат, уступив победившему западногерманскому экипажу Аннемари Циммерман и Росвиты Эссер более шести секунд.
После Олимпиады Радемакер продолжила принимать участие в различных гребных регатах и впоследствии побывала на многих соревнованиях национального уровня. Так, в 1973 году она стала чемпионкой США в марафонской гребле среди каноэ-двоек, а в 1974 году получила в этой же дисциплине бронзу. В последующие пять лет ещё несколько раз поднималась на пьедестал почёта национальных марафонских соревнований, побеждала на гребных турнирах вместе с мужем Джеком программе смешанных пар. Оставалась действующей спортсменкой вплоть до 1987 года, в поздние годы занималась триатлоном и настольным теннисом — всего за свою долгую 25-летнюю спортивную карьеру выиграла в различных видах спорта более 400 медалей разного достоинства.
Умерла 31 января 2005 года в статистически обособленной местности Флорел-Сити в штате Флорида.